# 花房博志
花房 博志（はなぶさ ひろし、生年不明 - 1943年（昭和18年）6月11日）は、日本の海軍軍人（海兵51期卒）。「伊24」潜水艦長として、真珠湾攻撃、シドニー湾攻撃、ガダルカナル島の戦いで、特殊潜航艇「甲標的」搭載艦を指揮。真珠湾攻撃では酒巻和男、稲垣清、シドニー湾攻撃では伴勝久、芦辺守が花房の元から出撃した。潜水艦輸送では7回の成功を収め、キスカ島撤退作戦で戦死。戦死による一階級昇進で最終階級は海軍大佐。

## 生涯
花房は岡山県出身で 海軍兵学校51期生である。鈴木貫太郎、千坂智次郎、谷口尚真ら三代の校長のもとで教育を受けたが、ワシントン会議の影響で自主的な退校が許され、卒業生は255名である。花房は中位の成績で海軍兵学校を卒業した。練習艦隊は豪州方面に向かい、斎藤七五郎司令官、練習艦「磐手」艦長米内光政、「浅間」艦長米村末喜らの幹部に実務訓練を受ける。1924年（大正13年）12月、海軍少尉に任官。
花房は潜水艦を専攻する士官となる。潜水艦に進んだ同期生18名は「ドンガメ会」を結成し、切磋琢磨しながら軍務に励む（会員については下記参照）。花房は「呂64｣、｢呂63｣、｢伊121｣、｢伊60｣と4隻の潜水艦長を務め、連合艦隊で厳しい訓練を積んだ。1941年（昭和16年）7月には、最新鋭艦である巡潜丙型潜水艦｢伊24｣の艤装員長となり、竣工後初代艦長に就任する。

### 真珠湾攻撃
事前準備

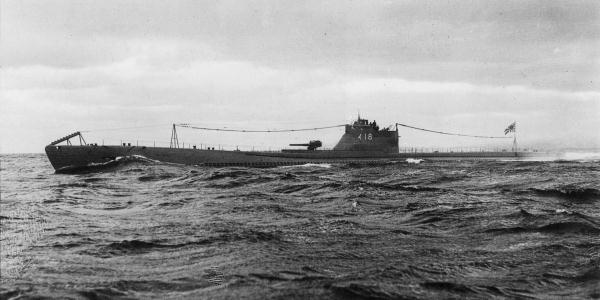
「伊24」の同型艦

潜水艦が就役した場合乗員の慣熟訓練を行うのが通常であるが、｢伊24｣には異常な事態が続いた。竣工は1941年（昭和16年）10月31日であったが、引き続き特殊潜航艇（以下、特潜）「甲標的」搭載に必要な設備工事が行われ、11月10日に呉に回航し、8日後には出撃するのである。「甲標的」は艦隊決戦の秘密兵器としてその存在は海軍部内でも秘匿され、特別攻撃隊指揮官・佐々木半九大佐にも当初は工事の目的を知らされなかった。｢伊24｣水雷長であった橋本以行は、この事前準備で受けた異様な印象を語り残している。特別攻撃隊の特潜搭載母潜、巡潜丙型5隻はいずれも準備に余裕はなかったが、この5隻が選ばれた理由は、巡潜が当時の日本海軍潜水艦で最も大型であり、さらに乙型が前甲板に大砲、後甲板に飛行機格納筒を有していたのに対し、｢伊24｣ら丙型の後甲板は装備が無く「甲標的」の搭載が可能であったためである。竣工したばかりの｢伊24｣は特に余裕が無く、同艦砲術長の回想では、連合艦隊司令長官・山本五十六は｢伊24｣の除外を考慮していたが、有泉龍之助軍令部参謀は参戦させることを主張し、また花房も参加を決断したという。呉出港は11月18日、｢苦労は他艦に倍していたに相違ない｣といわれる航海の始まりである。
酒巻、稲垣艇出撃

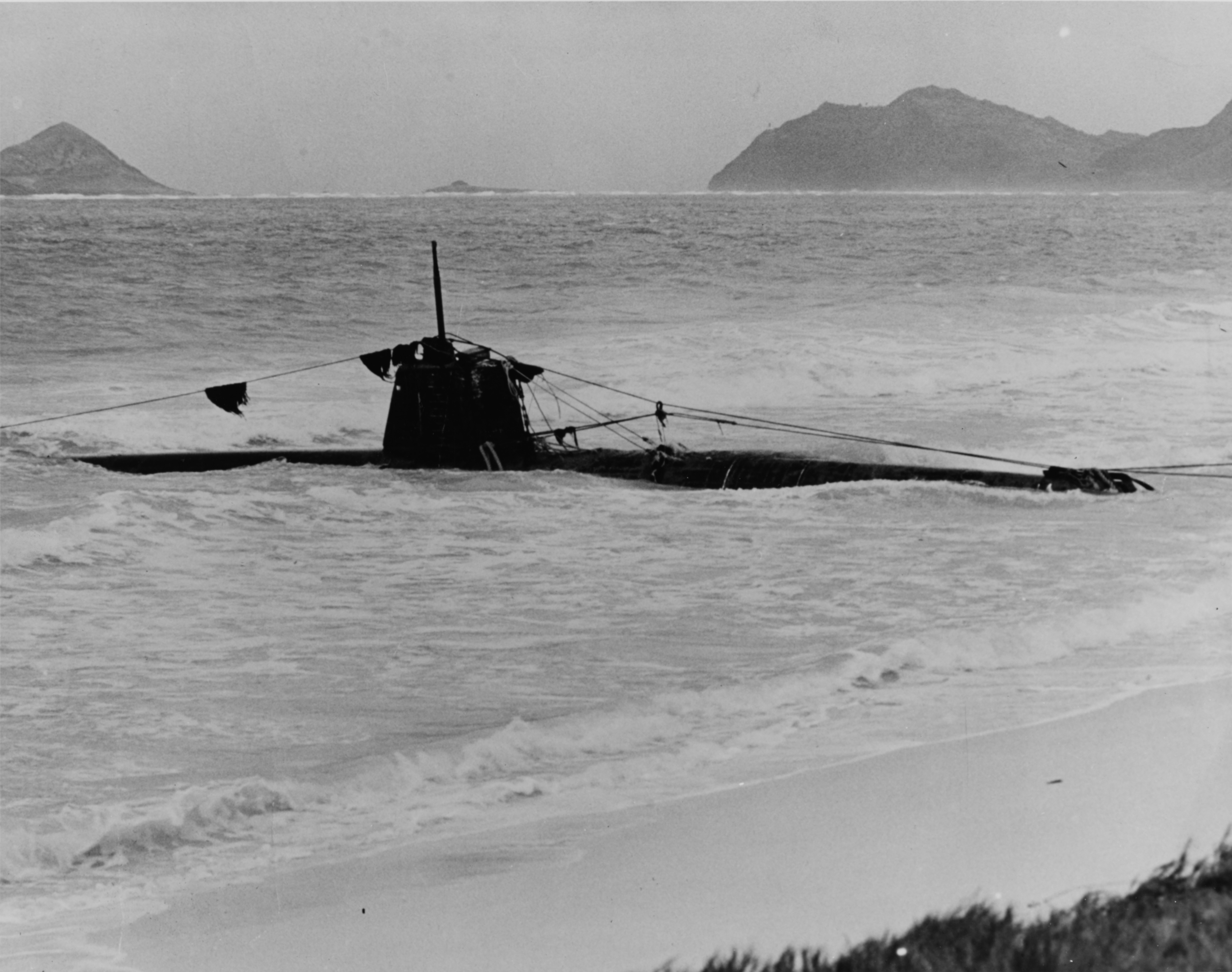
真珠湾に打ち上げられた酒巻、稲垣が乗組んだ「甲標的」

花房は三交代制であった当直のいずれでも急速潜航が可能となるよう訓練を行いつつ真珠湾へ向かい、12月6日には最後の準備を行う。魚雷発射管の故障による魚雷交換、甲標的の整備を荒天の中行った。作業員は命綱を使っての作業を行い、｢伊24｣は「甲標的」発進予定地に到着した。しかし、出撃直前に「甲標的」のジャイロコンパス故障が発見される。コンパスは艇の針路を決定する機器であり、花房は「甲標的」を出撃させるべきか迷った。しかし、艇長の酒巻は出撃を希望し、花房は出撃の決断を下す。酒巻、稲垣の出撃は、12月7日23時3分、真珠湾口の202度、10.5マイルの地点からであった。出撃後の酒巻艇はジャイロコンパス故障のため座礁を繰り返し、酒巻は人事不省に陥って太平洋戦争における日本人捕虜第一号となり、稲垣は戦死する。当時の日本では捕虜となることは避けるべきとされており、佐々木は花房が｢酒巻捕虜の責任を感じ、ひどく心を痛めていたようであった｣と述べている。
ミッドウェー島砲撃
｢伊24｣はクェゼリン環礁に帰還したが、ハワイ監視にあたっていた「伊3」（戸上一郎艦長）から空母を含む部隊の発見が報じられ、再度ハワイに向かい同島の監視にあたる。しかし短期間でミッドウェー島に向かい、偵察、砲撃を行った。

### シドニー湾攻撃

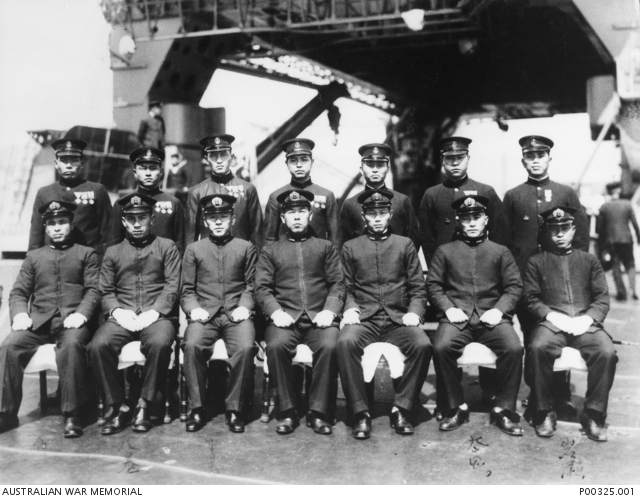
特潜第二次攻撃隊員。前列左端伴勝久。その後方が芦辺守。伴の隣は八巻悌次、その後方が松本静。右から二人目後方が坪倉大盛喜。写真にある14名は八巻を除き全員戦死している。八巻はルンガ泊地攻撃に参加し、戦後は｢特潜の碑｣建立委員長を務める。

1942年（昭和17年）2月2日に横須賀へ帰港し、丙先遣支隊（指揮官・佐々木半九大佐）に編入となる。この部隊は第六艦隊第八潜水戦隊に属し、「甲標的」による第二次攻撃や、通商破壊戦を目的として編成された。「甲標的」に対しては、真珠湾攻撃の戦訓から装備の改善、訓練の強化が行われている。他の潜水艦の偵察報告によって攻撃目標が決定するまでの間、伊24はトラックに待機したが、ポートモレスビー攻略戦に協力するため出撃。珊瑚海海戦中は散開線に就いたが会敵していない。5月15日に帰還するものの僚艦伊28（矢島安雄艦長）は撃沈されている。
5月18日、花房は八巻悌次、松本静（一等兵曹）が乗り込む「甲標的」を搭載して出撃したが、ここで災禍に見舞われる。「甲標的」で電池爆発が発生し、八巻は負傷、松本が死亡したのである。このためトラックへ引き返し、本来伊28に搭載予定であった「甲標的」と、乗員伴勝久、芦辺守を乗艦させて再出撃した。攻撃目標は豪州シドニー湾である。5月31日17時40分、シドニー湾の北東7浬から伴と芦辺は出撃した。伴艇は宿泊艦クッタブル（HMAS Kuttabul）を沈没させ、潜水艦K IX（K IX）を損傷させる戦果をあげたが、帰還することはなかった。なお、この攻撃では伊27（吉村巌艦長）から出撃した中馬兼四ら計6名が戦死した。
交通破壊戦
6月3日まで「甲標的」の帰還をまったが、参加3隻、乗員6名は未帰還となり、伊24はシドニーでの交通破壊戦に移る。花房は魚雷4本の自爆という不運に遭いながらも、輸送船1隻（4812t）を撃沈し、1隻（7748t）を撃破。さらにシドニーに対する砲撃を行った。クェゼリンへの帰還は25日、横須賀へは7月12日である。

### ガダルカナルの戦い
哨戒

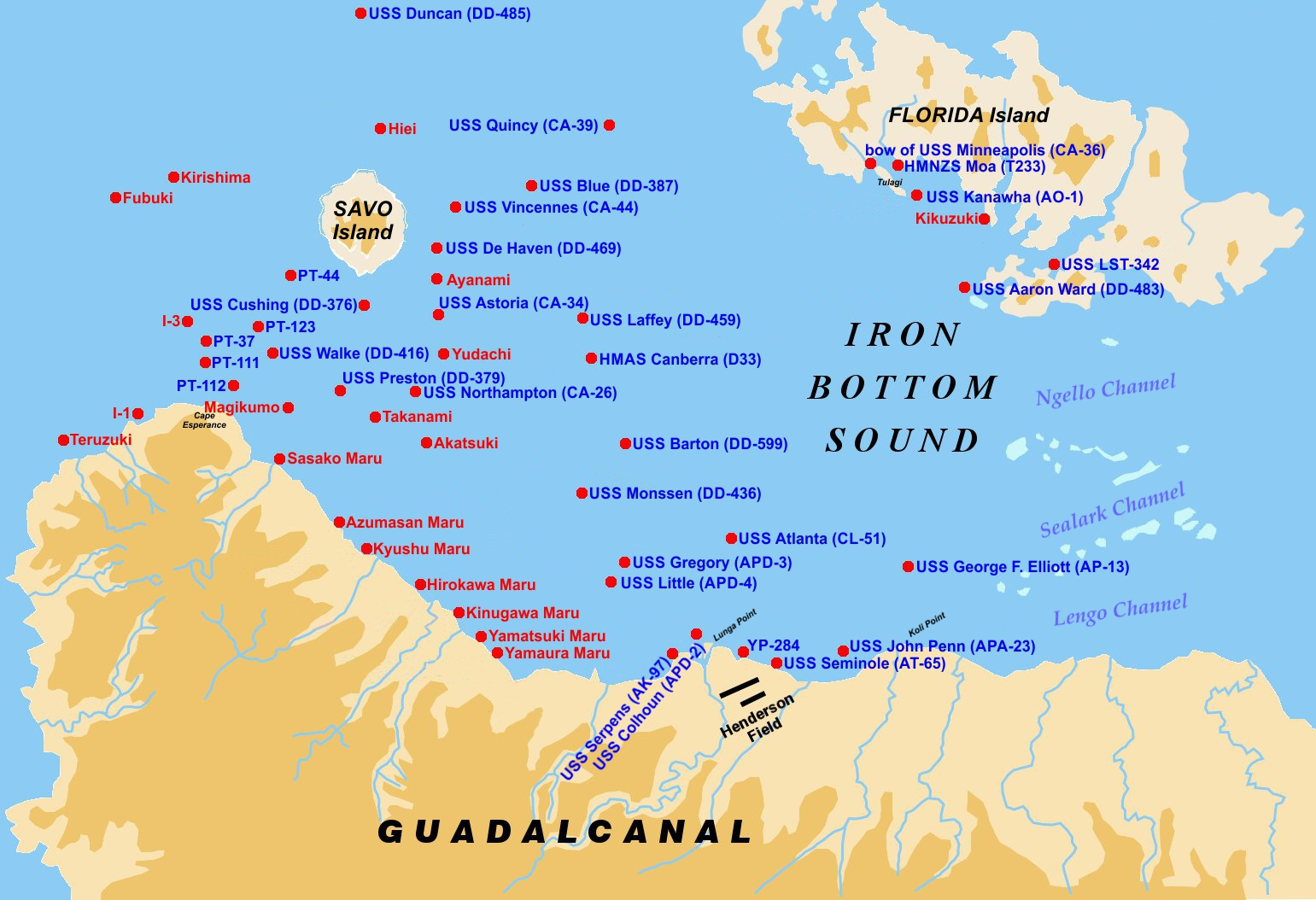
ガダルカナル島北部。中央のLunga Pointにある輸送船団を主目標として8隻の「甲標的」が出撃し、5隻が生還した。母潜からの出撃はこの攻撃が最後となる。

1942年（昭和17年）8月7日、ガダルカナル島の戦いが始まり、8月30日にソロモン方面に出撃した。9月7日には僚艦7隻と散開線に就くが敵を襲撃する機会はなかった。この頃の｢伊24｣の属す第三潜水隊は第一潜水戦隊司令官・山崎重暉の指揮下にあり、第二監視部隊としてインディスペンサブル海峡付近の監視を行い、10月初旬に整備を受けた後、再び散開線に就き、28日には戦艦を雷撃したが命中はしていない。第一潜水戦隊の僚艦｢伊19｣（木梨鷹一艦長）、｢伊25｣（田上明次艦長）、｢伊26｣（横田稔艦長）は別の散開線を敷いていた。
ルンガ泊地攻撃
連合艦隊司令部はガダルカナル島の戦いに「甲標的」部隊の投入を決定し、｢伊24｣は三度目の「甲標的」搭載艦に選ばれる。攻撃目標はルンガ泊地の輸送船、次いで艦艇である。花房は11月23日、12月6日と2度「甲標的」を発進させたが、2隻とも未帰還となっている。戦死者は11月22日の攻撃で迎泰明中尉、佐野久五郎一等兵曹、12月6日は辻富雄中尉、坪倉大盛喜一等兵曹である。この4名の戦死者は連合艦隊司令長官・古賀峯一の名で、功績が全軍布告されている。「甲標的」によるルンガ泊地攻撃は、潜水艦輸送（丸通）に搭載潜水艦を使用することなどから中止となるが、「甲標的」はこの戦いで初めて生還者を出した。
丸通
次いでブナ、ラエに対する輸送を命じられる。この潜水艦輸送は、潜水艦本来の隠密性や攻撃力を発揮できず、また攻撃を受ける可能性も高いため潜水艦乗員には好まれなかった任務である。花房は1943年の1月から2月にかけて7回の輸送を行い、いずれも成功を収めた。輸送物資、人員は合計174.5t、408名である。なお、この作戦行動で、交互に出撃したのが「伊36」潜水艦（稲葉通宗艦長）であった。

### キスカ島撤退作戦
1943年（昭和18年）3月に横須賀に戻り再び南方に出撃するが、5月12日、アッツ島の戦いが始まり、伊24は第五艦隊を基幹とする北方部隊に編入となる。アッツ島守備隊（山崎保代部隊長）は激しく抵抗したが全滅し、キスカ島守備隊の救出が図られる。キスカへの輸送に成功していた伊31（井上規矩艦長）は、すでに行方不明（のち撃沈と判明）となっていた。花房は千島列島の幌筵から出撃したが、井浦祥二郎軍令部潜水艦担当部員によれば、目的はアッツ島守備隊の最後の連絡員をチチャコブ湾（アッツ島）から収容するためであったという。花房は3度にわたり接近を試みたが、連絡員の姿はなかった。その後キスカ島周辺海域の偵察に向かったが、6月11日、第1期キスカ島撤退作戦に参加するため幌筵へ戻るよう命ぜられ、その命令受託の反応を最後に消息を絶ち、同日キスカ島付近で米海軍駆潜艇の攻撃により撃沈され、総員104名が戦死した。

## 人物
花房について井浦と稲葉通宗はともに殊勲の潜水艦長と述べている。稲葉は、｢大胆細心｣、｢有能練達の士｣などの賛辞を連ね、また第三次遣独潜水艦作戦に向かう直前の｢伊34｣潜水艦長入江達と花房につき、｢女房孝行｣、｢愛すべき存在だった｣と会話を交わしている。

## ドンガメ会会員
- 有泉龍之助：631空司令兼第一潜水隊司令として自決
- 井浦祥二郎：軍令部潜水艦担当部員
- 井上規矩：「伊31」潜水艦長として戦死
- 伊豆寿市：「伊11」潜水艦長として戦死
- 稲葉通宗：「伊36」潜水艦長
- 稲田洋：「伊21」潜水艦長として戦死
- 入江達：「伊34」潜水艦長として戦死
- 川崎陸郎：「伊171」潜水艦長
- 木梨鷹一：「伊29」潜水艦長として戦死

- 柴田源一：「伊23」潜水艦長して戦死
- 田上明次：「伊25」潜水艦長
- 戸上一郎：「伊3」潜水艦長として戦死
- 堤正之：海軍大学校在校中自決
- 花房博志：「伊24」潜水艦長として戦死
- 広川隆：「伊61」潜水艦長として殉職
- 矢島安雄：「伊28」潜水艦長として戦死
- 横田稔：「伊26」潜水艦長
- 吉村厳：「伊27」潜水艦長